# كولبي كوفنغتون
كولبي راي كوفنغتون  (بالإنجيلزية: Colby Ray Covington؛ مواليد 22 فبراير 1988) هو مُقاتل فنون قتالية مختلطة. يُنافس حاليًا في فئة وزن الوسط في يو إف سي، حيث كان بطل يو إف سي لوزن الوسط المؤقت السابق. اعتبارًا من 8 أكتوبر 2024، احتل المرتبة 6 في تصنيفات يو إف سي لوزن الوسط.

## مسيرته في فنون القتال المختلطة

### مسيرته المبكرة
بعد أن أكمل مسيرته في المصارعة الجامعية في عام 2011، كان كوفنغتون واحدًا من عدد من الرياضيين الذين عينهم دان لامبرت في أفضل فريق أمريكي لتحسين موهبة المصارعة في الصالة الرياضية. سرعان ما بدأ كوفنغتون مسيرته المهنية وجمع رقماً قياسياً من 5–0 قبل التوقيع مع يو إف سي في صيف 2014.

### يو إف سي
في أول ظهور له في المنظمة ضد وانغ أنينغ في 23 أغسطس 2014، في يو إف سي قتال الليلة 48. فاز في النزال بالضربة الفنية القاضية عن طريق اللكمات في الثواني الأخيرة من الجولة الأولى.

#### بطل يو إف سي لوزن الوسط المؤقت
قاتل كوفنغتون رافاييل دوس أنجوس في 9 يونيو 2018، في يو إف سي 225 على لقب بطولة يو إف سي لوزن الوسط. فاز بالقتال بقرار القضاة بالإجماع.

## البطولات والإنجازات

### فنون القتال المختلطة
- يو إف سي
  - بطولة يو إف سي لوزن الوسط المؤقت (مرة واحدة)
  - قتال الليلة (مرتين) ضد كامارو عثمان وخورخي ماسفيدال[14][15]

## سجل فنون القتال المختلطة
| السجل المهني |        |         |
| 22 نزال      | 17 فوز | 5 خسارة |
| ضربة قاضية   | 4      | 2       |
| إخضاع        | 4      | 1       |
| قرار القضاة  | 9      | 2       |

| النتيجة | السجل | الخصم             | الطريقة                                  | الحدث                                       | التاريخ        | الجولة | الوقت | المكان                                   | الملاحظات                                                                         |
| ------- | ----- | ----------------- | ---------------------------------------- | ------------------------------------------- | -------------- | ------ | ----- | ---------------------------------------- | --------------------------------------------------------------------------------- |
| خسر     | 17–5  | خواكين باكلي      | ضربة فنية قاضية (إيقاف الطبيب)           | يو إف سي على إي إس بي إن: كوفنغتون ضد باكلي | 14 ديسمبر 2024 | 3      | 4:42  | تامبا، فلوريدا، الولايات المتحدة         |                                                                                   |
| خسر     | 17–4  | ليون إدواردز      | قرار القضاة (بالإجماع)                   | يو إف سي 296                                | 16 ديسمبر 2023 | 5      | 5:00  | لاس فيغاس، نيفادا، الولايات المتحدة      | على لقب بطولة يو إف سي لوزن الوسط.                                                |
| فاز     | 17–3  | خورخي ماسفيدال    | قرار القضاة (بالإجماع)                   | يو إف سي 272                                | 5 مارس 2022    | 5      | 5:00  | لاس فيغاس، نيفادا، الولايات المتحدة      | قتال الليلة.                                                                      |
| خسر     | 16–3  | كامارو عثمان      | قرار القضاة (بالإجماع)                   | يو إف سي 268                                | 6 نوفمبر 2021  | 5      | 5:00  | مدينة نيويورك، نيويورك، الولايات المتحدة | على لقب بطولة يو إف سي لوزن الوسط.                                                |
| فاز     | 16–2  | تايرون وودلي      | ضربة فنية قاضية (إصابة بالضلع)           | يو إف سي ليلة القتال: كوفينغتون ضد وودلي    | 19 سبتمبر 2022 | 5      | 1:19  | لاس فيغاس، نيفادا، الولايات المتحدة      |                                                                                   |
| خسر     | 15–2  | كامارو عثمان      | ضربة فنية قاضية (باللكمات)               | يو إف سي 245                                | 14 ديسمبر 2019 | 5      | 4:10  | لاس فيغاس، نيفادا، الولايات المتحدة      | على لقب بطولة يو إف سي لوزن الوسط. قتال الليلة.                                   |
| فاز     | 15–1  | روبي لولر         | قرار القضاة (بالإجماع)                   | يو إف سي على إي إس بي إن: كوفينغتون ضد لولر | 3 أغسطس 2019   | 5      | 5:00  | نيوآرك، نيو جيرسي، الولايات المتحدة      |                                                                                   |
| فاز     | 14–1  | رافاييل دوس أنجوس | قرار القضاة (بالإجماع)                   | يو إف سي 225                                | 9 يونيو 2018   | 5      | 5:00  | شيكاغو، إلينوي، الولايات المتحدة         | فاز بلقب بطولة يو إف سي لوزن الوسط المؤقت. تم تجريده لاحقًا من اللقب بسبب الإصابة. |
| فاز     | 13–1  | داميان مايا       | قرار القضاة (بالإجماع)                   | يو إف سي ليلة القتال: برونسون ضد ماتشيدا    | 28 أكتوبر 2017 | 3      | 5:00  | ساو باولو، البرازيل                      |                                                                                   |
| فاز     | 12–1  | دونغ هيون كيم     | قرار القضاة (بالإجماع)                   | يو إف سي ليلة القتال: هولم ضد كوريا         | 17 يونيو 2017  | 3      | 5:00  | كالانغ، سنغافورة                         |                                                                                   |
| فاز     | 11–1  | بريان باربيرينا   | قرار القضاة (بالإجماع)                   | يو إف سي على فوكس: فانزانت ضد واترسون       | 17 ديسمبر 2016 | 3      | 5:00  | ساكرامنتو، كاليفورنيا، الولايات المتحدة  |                                                                                   |
| فاز     | 10–1  | ماكس غريفين       | ضربة فنية قاضية (باللكمات)               | يو إف سي 202                                | 20 أغسطس 2016  | 3      | 2:18  | لاس فيغاس، نيفادا، الولايات المتحدة      |                                                                                   |
| فاز     | 9–1   | جوناثان مونييه    | إخضاع (خنق خلفي عاري)                    | يو إف سي ليلة القتال: ماكدونالد ضد طومسون   | 18 يونيو 2016  | 3      | 0:54  | أوتاوا، أونتاريو، كندا                   |                                                                                   |
| خسر     | 8–1   | وارلي ألفيس       | إخضاع (خنق المقصلة)                      | يو إف سي 194                                | 12 ديسمبر 2015 | 1      | 1:26  | لاس فيغاس، نيفادا، الولايات المتحدة      |                                                                                   |
| فاز     | 8–0   | مايك بايل         | قرار القضاة (بالإجماع)                   | يو إف سي 187                                | 23 مايو 2015   | 3      | 5:00  | لاس فيغاس، نيفادا، الولايات المتحدة      |                                                                                   |
| فاز     | 7–0   | واغنر سيلفا       | إخضاع (خنق خلفي عاري)                    | يو إف سي ليلة القتال: شوغون ضد سانت بريوكس  | 8 نوفمبر 2014  | 3      | 3:26  | أوبرلانديا، البرازيل                     |                                                                                   |
| فاز     | 6–0   | وانغ أنينغ        | ضربة فنية قاضية (إخضاع باللكمات)         | يو إف سي ليلة القتال: بيسبنغ ضد ليتس        | 23 أغسطس 2014  | 1      | 4:50  | ماكاو، م.ج.ص.ش.إ.ا، الصين                |                                                                                   |
| فاز     | 5–0   | جاي إليس          | إخضاع (خنق مثلث الذراع)                  | بطولة القتال المطلق 21: العودة              | 16 مايو 2014   | 1      | 2:49  | هوليوود، فلوريدا، الولايات المتحدة       |                                                                                   |
| فاز     | 4–0   | خوسيه كاسيريس     | قرار القضاة (بالإجماع)                   | تحالف قتال البطولات 12                      | 12 أكتوبر 2013 | 3      | 5:00  | كورال غيبلز، فلوريدا، الولايات المتحدة   |                                                                                   |
| فاز     | 3–0   | جايسون جاكسون     | قرار القضاة (بالإجماع)                   | قتال الوقت 10: إنه شخصي                     | 22 يونيو 2012  | 3      | 5:00  | فورت لودرديل، فلوريدا، الولايات المتحدة  |                                                                                   |
| فاز     | 2–0   | ديفيد هايز        | إخضاع (خنق مثلث الذراع)                  | قتال الوقت 9: انفجار أم أم أيه              | 27 أبريل 2012  | 2      | 1:42  | فورت لودرديل، فلوريدا، الولايات المتحدة  |                                                                                   |
| فاز     | 1–0   | كريس إنسلي        | ضربة فنية قاضية (إخضاع لإصابة في الركبة) | ميدتاون رمي داون 3                          | 11 فبراير 2012 | 1      | 1:21  | يوجين، أوريغون، الولايات المتحدة         | أول ظهور في وزن الوسط.                                                            |

## نزالات الدفع مقابل المشاهدة
| #  | الحدث        | النزال               | التاريخ        | المكان              | المدينة                                  | المبلغ      |
| -- | ------------ | -------------------- | -------------- | ------------------- | ---------------------------------------- | ----------- |
| 1. | يو إف سي 245 | عثمان ضد كوفنغتون    | 14 ديسمبر 2019 | تي موبايل أرينا     | لاس فيغاس، نيفادا، الولايات المتحدة      | لم يُكشف عنه |
| 2. | يو إف سي 268 | عثمان ضد كوفنغتون 2  | 6 نوفمبر 2021  | ماديسون سكوير جاردن | مدينة نيويورك، نيويورك، الولايات المتحدة | 700،000     |
| 3. | يو إف سي 272 | كوفنغتون ضد ماسفيدال | 5 مارس 2022    | تي موبايل أرينا     | لاس فيغاس، نيفادا، الولايات المتحدة      | لم يُكشف عنه |

## وصلات خارجية
- كولبي كوفنغتون على موقع يو إف سي (الإنجليزية)
- كولبي كوفنغتون على موقع شيردوغ (الإنجليزية)
- كولبي كوفنغتون على موقع Tapology.com (الإنجليزية)
- كولبي كوفنغتون على موقع قاعدة بيانات المصارعة الدولية (الإنجليزية)
- كولبي كوفنغتون على موقع IMDb (الإنجليزية)
- كولبي كوفنغتون على موقع قاعدة بيانات الفيلم (الإنجليزية)